# Pseudophoxinus egridiri
Pseudophoxinus egridiri là một loài cá vây tia trong họ Cyprinidae. Chúng là loài đặc hữu của Thổ Nhĩ Kỳ.
Môi trường sống tự nhiên của chúng là hồ nước ngọt.